# يورغن ستارز
يورغن ستارز (بالألمانية: Jürgen Stars)‏ هو لاعب كرة قدم ألماني في مركز حراسة المرمى، ولد في 24 يونيو 1948 في لوبيك في ألمانيا. لعب مع تامبا باي راوديز وتلسا رافنكس وكالغاري بومرز ونادي هامبورغ.

## وصلات خارجية
- يورغن ستارز على موقع الاتحاد الأوربي (الإنجليزية)
- يورغن ستارز على موقع قاعدة بيانات كرة القدم.إي يو (الإنجليزية)
- يورغن ستارز على موقع بيانات كرة القدم. دي إي (الألمانية)